# Paskal Milo
Paskal Milo, född den 22 februari 1949 i Himara i Vlora i Albanien, är en albansk politiker och historiker.
Paskal Milo är partiledare för Albaniens demokratiska socialistiska parti  och ledamot av parlamentet (Kuvendi i Shqipërisë) ända sedan 1992. Milo studerade vid Tiranas universitet och fick en professur i albansk och utländsk litteratur. Som politiker har han innehaft många poster, bland annat som utrikesminister.